# Bactromyia pieridis
Bactromyia pieridis là một loài ruồi trong họ Tachinidae.